# 龔廷璧
龔廷璧（1528年—？），字若純，號建斋，浙江衢州府龍游縣人，雲南臨安府建水州民籍，明朝政治人物。

## 生平
嘉靖三十四年（1555年）乙卯科雲南鄉試第九名舉人。嘉靖四十四年（1565年）中式乙丑科會試第一百八十一名，三甲第二百二十名進士。刑部观政，授庐江知县，復除江阴县，升工部主事，卒。

## 家族
曾祖龔永增；祖父龔傑；父龔彥文，母張氏。兄龚廷焘。